# Liste der Naturdenkmale in Luckaitztal
Die Liste der Naturdenkmale in Luckaitztal nennt die Naturdenkmale in Luckaitztal im Landkreis Oberspreewald-Lausitz in Brandenburg.
In den Spalten befinden sich folgende Informationen:
- Nr.: Identifizierungsnummer nach veröffentlichter Liste. Sie wird von der unteren Naturschutzbehörde des Landkreises oder der kreisfreien Stadt vergeben. Wenn sie bekannt ist, wird sie angegeben. In dieser Spalte kann sich zusätzlich das Wort Wikidata befinden, der entsprechende Link führt zu Angaben zu diesem Naturdenkmal bei Wikidata.
- Bezeichnung: Benennung des Naturdenkmals, in der Regel wird bei Bäume die Baumart genannt. Bekannte Eigennamen werden mit angegeben.
- Gemarkung: Ort oder Gemarkung, in der sich das Naturdenkmal befindet
- Lage: Nennt die Lage des Naturdenkmals im jeweiligen Ortsteil und die geografischen Koordinaten des Naturdenkmals. Link zu einem Kartenansichtstool, um Koordinaten zu setzen. In der Kartenansicht sind Naturdenkmale ohne Koordinaten mit einem roten beziehungsweise orangen Marker dargestellt und können in der Karte gesetzt werden. Denkmale ohne Bild sind mit einem blauen bzw. roten Marker gekennzeichnet, Denkmale mit Bild mit einem grünen beziehungsweise orangen Marker.
- Beschreibung: die Beschreibung des Naturdenkmales
- Schutzzweck: Erläutert den Grund der Unterschutzstellung
- Bild: Zeigt ein Bild des Naturdenkmales und gegebenenfalls ein Link zu weiteren Fotos im Medienarchiv Wikimedia Commons

## Buchwäldchen
| Bild | Bezeichnung                | Lage | Beschreibung | Schutzzweck | Nummer |
| ---- | -------------------------- | --- | ------------ | ----------- | ------ |
| BW   | Stieleiche (Quercus robur) | Buchwäldchen, am ehemaligen Eiskeller (51° 41′ 24″ N, 14° 0′ 27,1″ O)                                            |              |             | 1004-1 |
| BW   | Stieleiche (Quercus robur) | Buchwäldchen, südlich vom ehemaligen Gutshaus auf Hügel, 20 m östlich vom Rand (51° 41′ 23,2″ N, 14° 0′ 27,7″ O) |              |             | 1004-2 |
| BW   | Stieleiche (Quercus robur) | Buchwäldchen, südlich vom ehemaligen Gutshaus auf Hügel (51° 41′ 23,7″ N, 14° 0′ 27,6″ O)                        |              |             | 1004-3 |

## Luckaitz
| Bild | Bezeichnung             | Lage                                                                                   | Beschreibung | Schutzzweck | Nummer |
| ---- | ----------------------- | -------------------------------------------------------------------------------------- | ------------ | ----------- | ------ |
| BW   | Feld-Ulme (Ulmus minor) | Schöllnitz, Ortslage Luckaitz, südlich vom Dorfteich (51° 40′ 22,8″ N, 13° 59′ 9,3″ O) |              |             | 1017-1 |

## Muckwar
| Bild | Bezeichnung                | Lage | Beschreibung | Schutzzweck | Nummer |
| ---- | -------------------------- | --- | ------------ | ----------- | ------ |
| BW   | Opferstein                 | Muckwar, 1 km südlich von Muckwar im Wald (51° 40′ 25,7″ N, 14° 1′ 15,9″ O)                                                  |              |             | 1019-1 |
| BW   | Stieleiche (Quercus robur) | Muckwar, am neuen Vetschauer Mühlenfließ, ca. 400 m östlich der Straße Altdöbern / Muckwar (51° 40′ 22,7″ N, 14° 2′ 16,6″ O) |              |             | 1019-2 |

## Neudöbern
| Bild | Bezeichnung                      | Lage | Beschreibung | Schutzzweck | Nummer |
| ---- | -------------------------------- | --- | ------------ | ----------- | ------ |
| BW   | Sommerlinde (Tilia platyphyllos) | Schöllnitz, Ortslage Neudöbern, ca. 40 m nördlich vom Schloss (51° 39′ 26,4″ N, 14° 0′ 54,6″ O)                                            |              |             | 1020-1 |
| BW   | Platanus x hispanica (Platanus)  | Schöllnitz, Ortslage Neudöbern, östlich am Schloss (51° 39′ 25,1″ N, 14° 0′ 56,2″ O)                                                       |              |             | 1020-2 |
| BW   | Stieleiche (Quercus robur)       | Schöllnitz, Ortslage Neudöbern, ca. 30 m südlich vom Schloss Neudöbern (51° 39′ 24″ N, 14° 0′ 56,5″ O)                                     |              |             | 1020-3 |
| BW   | Stieleiche (Quercus robur)       | Schöllnitz, Ortslage Neudöbern, ca. 200 m nördlich der Brennerei (51° 39′ 32,1″ N, 14° 0′ 30,3″ O)                                         |              |             | 1020-4 |
| BW   | Ulme (Ulmus)                     | Schöllnitz, Ortslage Neudöbern, ca. 200 m südlich der Brennerei (51° 39′ 19″ N, 14° 0′ 32,3″ O)                                            |              |             | 1020-5 |
| BW   | Stieleiche (Quercus robur)       | Schöllnitz, Ortslage Neudöbern, 170 m östlich des Radweges Muckwar-Neudöbern, in einer Feldflur auf Skeinz (51° 40′ 6,1″ N, 14° 1′ 5,6″ O) |              |             | 1020-6 |

## Rettchensdorf
| Bild | Bezeichnung                | Lage | Beschreibung | Schutzzweck | Nummer |
| ---- | -------------------------- | --- | ------------ | ----------- | ------ |
| BW   | Stieleiche (Quercus robur) | Schöllnitz, Ortslage Rettchensdorf, westlich an der Straße von Rettchensdorf nach Schöllnitz, ca. 30 m westlich vom Spielplatz (51° 39′ 16,6″ N, 13° 59′ 50,8″ O) |              |             | 1028-1 |

## Schöllnitz
| Bild | Bezeichnung                    | Lage                                                                                            | Beschreibung | Schutzzweck | Nummer |
| ---- | ------------------------------ | ----------------------------------------------------------------------------------------------- | ------------ | ----------- | ------ |
| BW   | Stieleiche (Quercus robur)     | Schöllnitz, am Weinbergsgehöft Nr. 2 (51° 39′ 53,2″ N, 13° 59′ 43,8″ O)                         |              |             | 1031-1 |
| BW   | Ginkgo (Ginkgo biloba)         | Schöllnitz, an der Westseite des ehemaligen Schlosses im Hof (51° 39′ 47,8″ N, 13° 59′ 34,5″ O) |              |             | 1031-2 |
| BW   | Platane (Platanus x hispanica) | Schöllnitz, im Garten der Familie Ernst, am ehemaligen Park (51° 39′ 45,8″ N, 13° 59′ 35,8″ O)  |              |             | 1031-3 |
| BW   | Stieleiche (Quercus robur)     | Schöllnitz, 35 m westlich vom Grundstück Nr. 2 am Weinberg (51° 39′ 53″ N, 13° 59′ 42,6″ O)     |              |             | 1031-4 |

## Zwietow
| Bild | Bezeichnung                | Lage | Beschreibung | Schutzzweck | Nummer |
| ---- | -------------------------- | --- | ------------ | ----------- | ------ |
| BW   | Stieleiche (Quercus robur) | Gosda, Ortslage Zwietow, Friedhof Weißag / Zwietow am Westrand, außerhalb des Zaunes (51° 41′ 19,7″ N, 13° 57′ 30,7″ O) |              |             | 1033-1 |
| BW   | Stieleiche (Quercus robur) | Gosda, Ortslage Zwietow, am Kriegerdenkmal (51° 41′ 19,3″ N, 13° 57′ 41,9″ O)                                           |              |             | 1033-2 |